# Irecê (kommun)
Irecê är en kommun i Brasilien.   Den ligger i delstaten Bahia, i den östra delen av landet, 800 km nordost om huvudstaden Brasília. Antalet invånare är 66 404.
Följande samhällen finns i Irecê:
- Irecê

Omgivningarna runt Irecê är huvudsakligen savann. Runt Irecê är det ganska tätbefolkat, med 108 invånare per kvadratkilometer.